# Razboj Ljevčanski
Razboj Ljevčanski (en serbe cyrillique : Разбој Љевчански) est un village de Bosnie-Herzégovine. Il est situé dans la municipalité de Srbac et dans la république serbe de Bosnie. Selon les premiers résultats du recensement bosnien de 2013, il compte 866 habitants.

## Démographie

### Évolution historique de la population dans la localité
| 1948  | 1953  | 1961  | 1971  | 1981 | 1991 | 2013 |
| ----- | ----- | ----- | ----- | ---- | ---- | ---- |
| 1 008 | 1 036 | 1 110 | 1 002 | 997  | 903  | 866  |

|  |